# الوماتیک
الوماتیک (انگلیسی: Elomatic) شرکت کشتی‌سازی فنلاندی است، که در سال ۱۹۷۰ تأسیس شد.